# 偽性副甲状腺機能低下症
偽性副甲状腺機能低下症（Pseudohypoparathyroidism、PHP）は副甲状腺ホルモンの標的細胞の反応性低下によるホルモン不応症である。

## 疫学
有病率100万人あたり3.4人の稀でヘテロな疾患である。偽性副甲状腺機能低下症Ia型（PHP Ia型）はオルブライト遺伝性骨異栄養症（AHO）を伴うことが多い。

## 病態

### シグナル伝達
偽性副甲状腺機能低下症の病態はPTH受容体とPTH受容体のシグナル伝達の研究によって明らかになった。 PTH受容体は1〜3型が同定されており、PTH1受容体が腎臓と骨に多く発現し、その機能もよく研究されている。PTHの血清Ca濃度の調節作用の大部分は腎臓のPTH1受容体を介する系で行われている。PTH1受容体はG蛋白共役型受容体である。PTH1受容体はアデニル酸シクラーゼとプロテインキナーゼAを介する系やホスホリパーゼCとプロテインキナーゼCを介する系などシグナル伝達系を介して最終的にPTH刺激によって標的細胞では細胞内cAMP濃度上昇と細胞内Ca濃度の上昇が引き起こす。 腎尿細管ではPTH刺激によって尿中へのcAMPの排泄量が増加する。この反応はEllsworth-Howard試験で用いられる。アデニル酸シクラーゼとプロテインキナーゼAを介する系は以下のような経路である。促進性GTP結合蛋白αサブユニット(Gsα)を介してアデニル酸シクラーゼを活性化する。アデニル酸シクラーゼはATPからcAMPとピロリン酸への変換を触媒する酵素である。アデニル酸シクラーゼの活性化の結果、cAMPが産出される。cAMPはプロテインキナーゼAを活性化させ、最終的に蛋白リン酸化カスケードを介して酵素活性制御を行う。PHPは古典的にEllsworth-Howard試験によって尿中cAMP排泄増加反応が欠如したものをI型、正常反応を示すものをII型としている。PTH1受容体のシグナル伝達機構の異常部位によって細分類される。腎尿細管においてGsα蛋白自体が不活化していればIa型、Gsα蛋白の欠如ならばIb型、アデニル酸シクラーゼ作用の異常はIc型、cAMP産出以降の異常はII型に分類される。II型は尿細管障害や抗てんかん薬の投与、ビタミンDの欠乏症の一部を診断している可能性があり、Ic型は当初の報告例以外にはごく少数しか確認されていない。

### 遺伝子
PHP Ia型、PHP Ib型ともに病態はGNAS遺伝子が関与している。GNAS遺伝子は20q13に位置し13個のエクソンからなる。GNAS遺伝子はGsα蛋白をコードしている。GNAS遺伝子のエクソン1の5’側上流には複数のDMR領域が同定されておりアリル特異的メチル化が認められている。その結果、GNAS遺伝子は父系インプリンティングおよび組織特異的発現抑制を受けている。GNAS遺伝子は尿細管では主に母親由来の遺伝子が発現している。PHP Ia型はGsα蛋白の発現あるいは活性の低下の原因となる、GNAS遺伝子の機能喪失型変異となる点突然変異や欠損が原因と考えられている。多くの組織では父、母の両方のアレルからGsα遺伝子が転写されるため、片方のアレルが異常であったとしてもGsα蛋白の活性は50％程度になるだけである。実際にPHP Ia型患者の赤血球膜のGsα蛋白の活性は50％程度である。腎尿細管では父系インプリンティングおよび組織特異的発現抑制の影響をうける。異常遺伝子が母親由来の場合は尿細管でPTH不応性を示すが父親由来の場合は腎尿細管でPTH不応性を示さないことになる。 異常遺伝子が父由来の場合はPHPは示さないがAHOを示すことがあり偽性偽性副甲状腺機能低下症(PPHP)といわれる。AHOは円形顔貌、肥満、軟部石灰化、低身長、歯の異常、知能障害、短指症などを特徴とし、PTHあるいは副甲状腺ホルモン関連蛋白(PTHrP)の軟骨や骨に対する抵抗性および脂質代謝異常の結果と考えられている。しかしAHOはPHP Ia型やPPHP以外にEhlers-Danlos症候群やサルコイドーシス、皮膚筋炎でも認められる。異所性石灰化としては大脳基底核の石灰化が有名であるが、この所見は特発性副甲状腺機能低下症でも認められAHOに特徴的な石灰化は軟部石灰化と考えられている。短指症はAHOで最も特徴的でありPTH Ia型の約70%で認められる。またPHP Ia型は甲状腺刺激ホルモン(TSH)や性腺刺激ホルモン(gonadotropins)や成長ホルモン放出ホルモン(GHRH)で軽度の不応症を伴うことがある。TSH不応症により甲状腺機能低下症をともなうことがある。特に女性では性腺刺激ホルモン不応症により性成熟障害、無月経、希発月経、不妊がおこることがある。GHRH不応症の報告は多いがそれが低身長の原因となっているかは明らかではない。腎尿細管においてPTH不応性があり高PTH血症となる一方、骨に対するPTH反応性が保たれて線維性骨炎など骨疾患の原因となることも報告されている。
PHP Ib型はDMR領域にメチル化異常が起こり、腎尿細管におけるGsα発現を低下させると考えられており原則としてAHOは示さない。古典的には赤血球膜のGsα蛋白の活性は正常である。DMR領域としてはNESP55、AS、XL、A/B(マウスでは1Aという)の4種類がよく知られている。PHP Ib型は家族例と孤発例が知られている。家族例の大部分でGNAS遺伝子の約220kb上流域にある遺伝子STX16の部分欠失が認められる。多くはSTX16の3kbの欠失である。これらの欠失が母系遺伝した場合にGNAS遺伝子エクソンA/Bの母性アレルのメチル化消失が起こり、エクソンA/Bの両アレル脱メチル化の結果、腎尿細管におけるGsα発現の低下が起こる。孤発例では過去の報告ではエクソンA/Bの両アレル脱メチル化を認め、エクソンA/B以外のNESP55、XL、ASのメチル化が認められる、STX16、NESP領域の欠失は認められない。

## 治療と予後
PHP Ia型およびPHP Ib型ともに10歳前後で痙攣を契機に診断されることが多い。活性型ビタミンD補充がされていれば生命予後は良好である。

## トピックス
AHOと赤血球膜のGsα蛋白の活性の低下があり、PTH不応症が認められGNAS遺伝子エクソンの変異が同定されなかった例が20〜30%にもおよぶとされている。こういった例では偽性副甲状腺機能低下症Ib型を示すメチル化異常が認められることがありmolecular overlapとして注目されている。